# 韋爾泰爾卡
49°44′48″N 25°26′33″E / 49.74667°N 25.44250°E
韋爾泰爾卡（羅馬化：Vertalka）是烏克蘭的村落，位於該國西部捷爾諾波爾州，由捷尔诺波尔区負責管轄，處於塞雷特河左岸，距離科布扎里夫卡2公里，始建於1726年，面積1.17平方公里，2001年人口371。